# Riccardia rupicola
Riccardia rupicola là một loài rêu trong họ Aneuraceae. Loài này được Stephani Hewson mô tả khoa học đầu tiên năm 1970.